# Кляк (річка)
Кляк (словац. Kľak) — річка в Словаччині, права притока Грону, протікає в окрузі Жарновиця.
Довжина — 21.5 км.
Витік знаходиться в масиві Втачник на висоті 920 метрів. Впадає Пілянський потік.
Впадає у Грон в місті Жарновиця на висоті 213,8 метра.